# 栴檀稔
栴檀 稔（せんだん みのる、1958年（昭和33年）11月6日 - ）は、日本のプロボウラー。1982年にプロ入り。21期生ライセンスNo.479。身長172センチ、体重74キロ。 
兵庫県出身。ボウルアロー松原店所属。永久A級ライセンス取得者。2001年、日本プロスポーツ大賞功労賞を受賞。日本プロボウリング殿堂2020年度表彰。
通算12勝、シーズントライアル3勝、800シリーズ2回を誇る。

## リンク
- 栴檀稔 プロボウリング殿堂（JPBA日本プロボウリング協会）
- 栴檀稔（公式選手データ）

| スタブアイコン | サブスタブ | この項目は、まだ閲覧者の調べものの参照としては役立たない、スポーツ関係者に関連した書きかけの項目です。この項目を加筆・訂正などしてくださる協力者を求めています（P:スポーツ/PJ:スポーツ人物伝）。 |